# Ensemble Pöltnerstraße (Weilheim in Oberbayern)

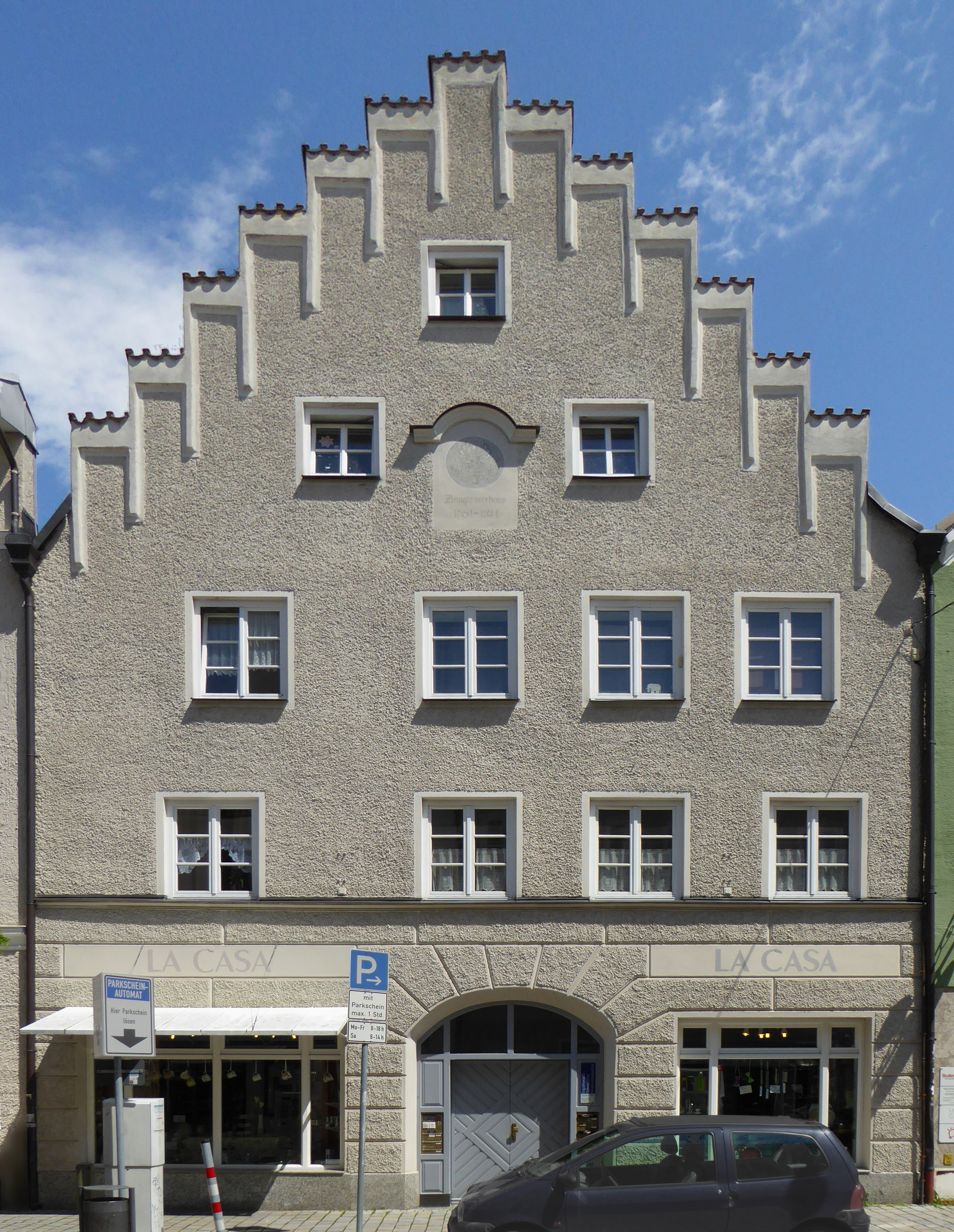
Pöltnerstraße 9 in Weilheim

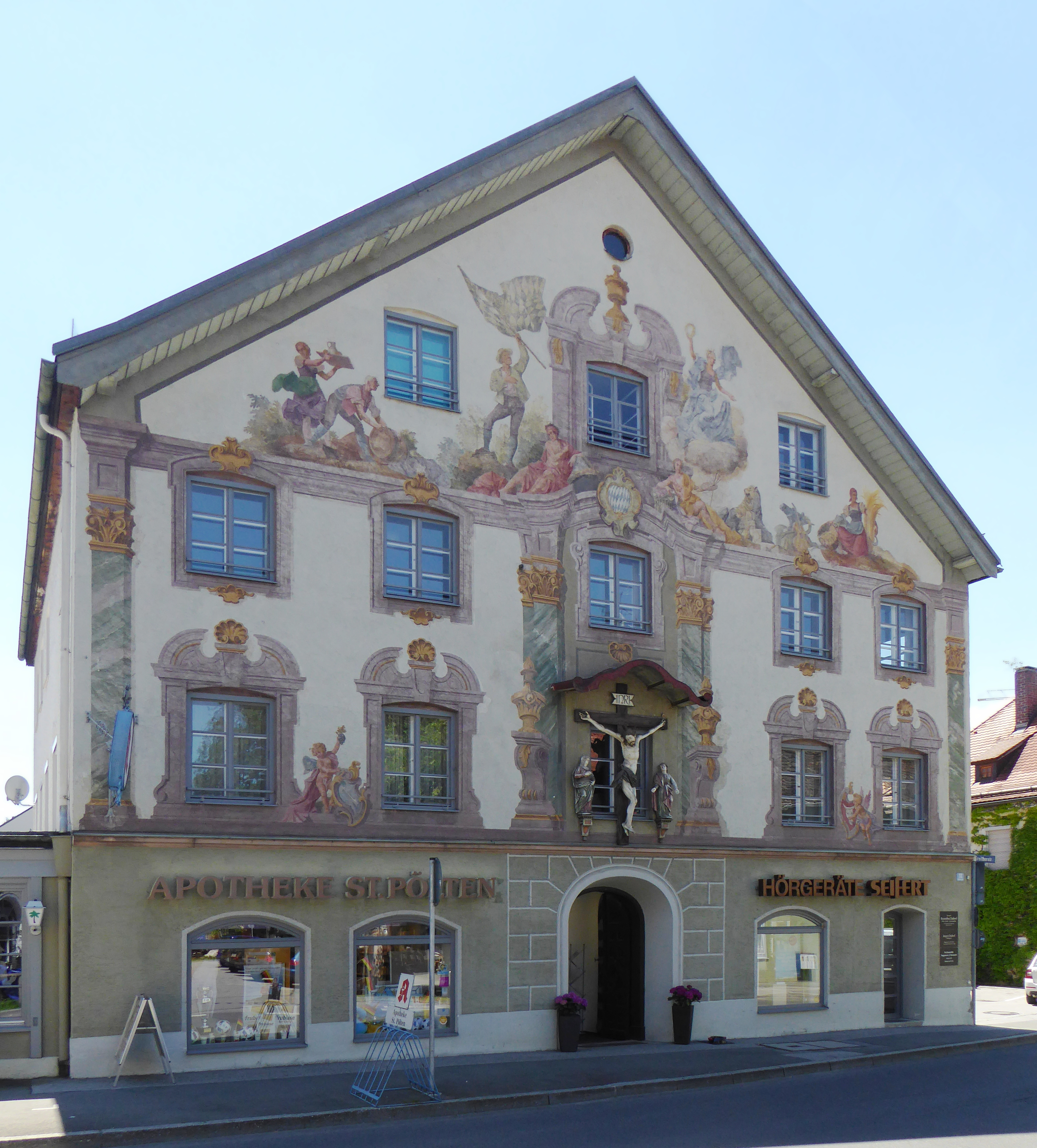
Pöltnerstraße 32, ehemaliges Gasthaus Zum Gattinger

Das Ensemble Pöltnerstraße in Weilheim in Oberbayern, der Kreisstadt des oberbayerischen Landkreises Weilheim-Schongau, ist ein Bauensemble, das unter Denkmalschutz steht.

## Beschreibung
Das Ensemble wird umgrenzt von den Gebäuden Pöltnerstraße 1 bis 26, 28, 30 und 32. Es umfasst die Hauptachse der Altstadt in Richtung Süden zwischen dem Kirchplatz und der Greitherstraße, d. h. über die südliche Altstadtgrenze und den Platz des 1874 niedergelegten Pöltner Tores in die alte Pöltner Vorstadt hinein, die in diesem Teil in ihrer Bebauung in der zweiten Hälfte des 19. Jahrhunderts an den Charakter des altstädtischen Teils des Ensembles angeglichen worden ist. 
Die Pöltnerstraße besteht aus im Kern älteren, teilweise durch Fassadenmalereien geschmückten, drei- bis viergeschossigen Bürgerhäusern des 16. bis 19. Jahrhunderts mit Putzfassaden. Die häufig schmalen Giebelbauten fassen die West- und Ostseite des Ensembles ein. Die Freiflächen im mittleren Teil bezeichnen die alte Ausdehnung des Stadtgrabens vor der an dieser Stelle noch erhaltenen Stadtmauer.

## Einzeldenkmäler
- Pöltnerstraße 4: Hotel
- Pöltnerstraße 5: Wohn- und Geschäftshaus
- Pöltnerstraße 6: Wohn- und Geschäftshaus
- Pöltnerstraße 7: Wohn- und Geschäftshaus
- Pöltnerstraße 8: Wohn- und Geschäftshaus
- Pöltnerstraße 9: Wohn- und Geschäftshaus, sogenanntes Zinngießerhaus
- Pöltnerstraße 10: Wohn- und Geschäftshaus, sogenanntes Kupferschmiedehaus
- Pöltnerstraße 16: Wohn- und Geschäftshaus
- Pöltnerstraße 18: Wohn- und Geschäftshaus
- Pöltnerstraße 20: Wohn- und Geschäftshaus
- Pöltnerstraße 28: Wohn- und Geschäftshaus
- Pöltnerstraße 32: Ehemals Gasthaus Zum Gattinger